# Lyogyrus walkeri
Lyogyrus walkeri är en snäckart som först beskrevs av Henry Augustus Pilsbry 1898.  Lyogyrus walkeri ingår i släktet Lyogyrus och familjen tusensnäckor. Inga underarter finns listade i Catalogue of Life.